# Alô (canção)
Alô é o segundo single do álbum homônimo da dupla sertaneja Chitãozinho & Xororó, lançado em 1999.

## Alguns detalhes

### Curiosidades
- No ano de 2001, o apresentador Ratinho, em seu programa de TV, usou o álbum da dupla como exemplo para explicar como "piratear" um CD.[1]

- A música foi composta por Fátima Leão e Feio.

### Outras gravações
- Em 2011, Chitãozinho & Xororó cantaram essa música com Zezé Di Camargo & Luciano no álbum 40 Anos Entre Amigos. 8 anos mais tarde, em 2019, eles cantaram essa música juntos novamente na volta do show Amigos, do álbum gravado no Allianz Parque.

- Ainda em 2011, Gusttavo Lima regravou essa música em um medley que juntava essa música com "Cuida De Mim", de João Paulo & Daniel, e "Sem Ar", de D' Black, em seu álbum ao vivo Gusttavo Lima e Você.
- No início de 2019, a dupla sertaneja Bruno & Barretto lançou o álbum Buteco Raiz: Só As Derramadas. A regravação dessa música contava no disco.
- Recentemente, em 2020, a dupla sertaneja Zé Neto & Cristiano fez uma transmissão ao vivo na plataforma YouTube, em período de quarentena pela pandemia do coronavírus, e regravaram essa música.